# Fumiko Orikasa
Fumiko Orikasa (折笠 富美子?, Orikasa Fumiko; Taitō, 27 dicembre 1974) è una doppiatrice e cantante giapponese che lavora per Atomic Monkey. Registra per l'etichetta Geneon Entertainment.

## Doppiaggio

### Anime
- Agatha Christie no meitantei Poirot to Marple (Mabel West)
- Ali Grigie (Hikari)
- Atashin'chi (Mikan Tachibana)
- Ayakashi Ayashi (Atoru)
- Bleach (Rukia Kuchiki, Hisana Kuchiki, Ashisogi jizō)
- Bōnen no Zamudo (Haru Nishimura)
- Boogiepop Phantom (Saki Yoshizawa)
- BPS Battle Programmer Shirase (Yoriko Yunoki)
- Chobits (Yuzuki)
- Code Geass: Lelouch of the Rebellion (Shirley Fenette, Ayame Futaba nella seconda stagione)
- Dennō Coil (Yūko Okonogi)
- Devil May Cry (Lady)
- Digimon Tamers (Rika Nonaka)
- Doruāga no Tō ~the Aegis of URUK~ (Kaaya)
- Figure 17 Tsubasa & Hikaru (Hikaru Shiina)
- Fullmetal Alchemist: Brotherhood (Riza Hawkeye)
- Gad Guard (Arashi Shinozuka)
- Gintama (Yagyu Kyubei)
- Great Teacher Onizuka (Azusa Fuyutsuki)
- Jigoku Shōjo (Inori Ujie)
- Hellsing (Seras Victoria)
- Hi Score Girl (Chun-Li)
- Higurashi no naku koro ni (Rumiko Chie)
- Hyakko (Torako Kageyama)
- Ichigo Mashimaro (Miu Matsuoka)
- Inuyasha (Enju, Sara-hime, Hitomiko)
- Jinki: Extend (Aoba Tsuzaki)
- Hero Tales (Taki)
- Kaleido Star (Marion Benigni)
- Le incredibili avventure di Zorori (Principessa Elzie)
- Lei, l'arma finale (Chise)
- Lunar Legend Tsukihime (Ciel)
- Mobile Suit Gundam SEED Destiny (Meyrin Hawke)
- Nadja (Sylvie Arte)
- One Piece (Miss Valentine,Wanda)
- Pani Poni (Himeko Katagiri)
- Petite Princess Yucie (Beth)
- Restol, the Special Rescue Squad (Mia)
- Ristorante Paradiso (Nicoletta)
- Samurai 7 (Kirara)
- Scrapped Princess (Pacifica Casull)
- Shōnen Onmyōji (Kazane)
- Stratos 4 (Karin Kikuhara)
- Suite Pretty Cure♪ (Kanade Minamino/Cure Rhythm)
- Telepathy Shōjo Ran Jiken Note (Momoko Ōhara)
- TOKKO (Sakura Rokujo)
- Trigun Stampede (Ruida)
- Vampire Knight (Shizuka Hiou)
- Vandread (Meia Gisborn)
- Uchū no Stellvia (Yayoi Fujisawa)
- Ultimate Muscle (Rinko Nikaidō)
- Ushio e Tora (Hizaki Mikado)
- Pokémon XY  (Diantha)
- Zatch Bell! (Sherie Belmond)

### OAV
- Hellsing Ultimate (Seras Victoria)
- I Cavalieri dello zodiaco - Saint Seiya - Hades (Lady Isabel)
- Ichigo Mashimaro (Miu Matsuoka)
- Lei, l'arma finale: Another Love Song (Chise)

- Natsuiro no Sunadokei (Ligene/Lee Jane)
- Stratos 4: Return to Base (Karin Kikuhara)
- Stratos 4: Advance (Karin Kikuhara)
- Stratos 4: Advance Kanketsu Hen (Karin Kikuhara)

### Film
- Bleach: Memories of Nobody (Rukia Kuchiki)
- Bleach: The DiamondDust Rebellion (Rukia Kuchiki)
- Bleach: Fade to Black - Kimi no na o yobu (Rukia Kuchiki)
- Digimon Tamers: Battle of Adventurers (Rika Nonaka)
- Digimon Tamers: Runaway Locomon (Rika Nonaka)
- Gekijōban dōbutsu no mori (Sally l'elefante)

- Eiga Pretty Cure All Stars DX 3 - Mirai ni todoke! Sekai wo tsunagu Niji-iro no hana (Kanade Minamino/Cure Rhythm)
- Eiga Suite Pretty Cure - Torimodose! Kokoro ga tsunagu kiseki no melody (Kanade Minamino/Cure Rhythm)
- Eiga Pretty Cure All Stars New Stage - Mirai no tomodachi (Kanade Minamino/Cure Rhythm)
- Millennium Actress (Chiyoko Fujiwara da giovane)
- Naruto Shippuden: L'esercito fantasma (Miroku)
- Pokémon Heroes (Bianca)

### Videogiochi
- Arknights (Fiammetta)
- Bleach: Shattered Blade (Rukia Kuchiki)
- Bleach: Soul Resurrección (Rukia Kuchiki)
- Bleach: Brave Souls (Rukia Kuchiki)
- Bleach: Rebirth of Souls (Rukia Kuchiki)
- Cowboy Bebop - Tsuioku no serenade (Sara)
- Dark Chronicle (Sirus, Lin, Holly)
- Demon's Souls (Remake) (Sant'Astraea, Ragazza corvo, Discepola di Dio 3)
- Devil May Cry 4: Special Edition (Lady)
- Devil May Cry 5 (Lady)
- Digimon Rumble Arena (Rika Nonaka)
- Dirge of Cerberus: Final Fantasy VII (Shelke la Diafana)
- Dissidia Final Fantasy: Opera Omnia (Shelke la Diafana)
- Dynasty Warriors: Gundam 2 (Chan Agi)
- Dynasty Warriors: Gundam 3 (Chan Agi)
- Dynasty Warriors: Gundam Reborn (Chan Agi)
- Eternal Sonata (Serenata)
- Everybody's Tennis Portable (Bridget)
- Granblue Fantasy (Arusha, Chun-Li)
- I Cavalieri dello zodiaco - Hades (Saori Kido)
- I Cavalieri dello zodiaco - Cronache di guerra (Saori Kido)
- J-Stars Victory Vs+ (Rukia Kuchiki)
- Jump Force (Rukia Kuchiki)
- Luminous Arc (Cecille)
- Marvel vs. Capcom 3: Fate of Two Worlds (Chun-Li)
- Mobile Suit Gundam SEED: Alliance vs. Z.A.F.T. (Meyrin Hawke)
- Nitroplus Blasterz: Heroines Infinite Duel (Yoishi Mitsurugi)
- No More Heroes: Heroes' Paradise (Holly Summers)
- Project X Zone (Chun-Li, Lady)
- Project X Zone 2 (Chun-Li)
- Rune Factory: Frontier (Selphy)
- Sacred Blaze (Navi Angel)
- Saint Seiya: Brave Soldiers (Saori Kido)
- Saint Seiya: Soldiers' Soul (Saori Kido)
- Silent Line: Armored Core (Operator)
- Street Fighter IV (Chun-Li)
- Street Fighter X Tekken (Chun-Li)
- Street Fighter V (Chun-Li)
- Street Fighter 6 (Chun-Li)
- Suikoden V (Miakis, Chisato, Norma, Toma)
- Summon Night 5 (Yeng-hua)
- Super Robot Wars Z (Meyrin Hawke)
- Super Robot Wars Z2: Rebirth Chapter (Meyrin Hawke)
- Super Robot Wars V (Meyrin Hawke)
- Tatsunoko vs. Capcom: Cross Generation of Heroes (Chun-Li)
- Teppen (Chun-Li)
- The King of Fighters: All Star (Chun-Li)
- The Last Story (Callista)
- Ultimate Marvel vs. Capcom 3 (Chun-Li)
- World of Final Fantasy (Shelke la Diafana)
- Zangeki no Reginleiv (Idunn)

### Ruoli di doppiaggio
- CSI: Scena del crimine (Nora Easton)
- Devil May Cry (Scout Taylor-Compton)
- High School Musical (Gabriella Montez)
- Kiss Me (Laney Boggs)

- Mamma, ho preso il morbillo (Molly)
- The Hairy Bird (Abigail 'Abby' Sawyer)

## Discografia

### Singoli
- Rinne no hate ni... (輪廻の果てに…?)

Il singolo, pubblicato il 6 novembre 2003, è stato usato come ending per l'anime Shingetsutan Tsukihime.
- Sweetie

Pubblicato il 24 maggio 2006.

### Album
- Lune

Pubblicato il 21 gennaio 2004.
- Flower

Pubblicato il 14 settembre 2005.
- Uraraka easy (うららか easy?)

Pubblicato il 21 dicembre 2007.
- Serendipity

Pubblicato il 25 marzo 2009.